# 令狐休
令狐休（?—?），北周敦煌人，其父令狐虬，其兄令狐整。
令狐休幼年聪敏，有文武材干。以太学生起家。后与整同起兵讨逐张保，授为帅都督。历任大都督、乐安郡守。入朝为中外府乐曹参军。当时功臣多为本州刺史，晋公宇文护对他说：“以令狐公的勋望，应得本州，但朝廷藉公委任，无容远出。但是公一门之内，应该有衣锦之荣。”于是以令狐休为敦煌郡守。在郡十余年，很有政绩。进升为位仪同三司，转任合州刺史。在官任上去世。